# パイオニア (模型メーカー)
パイオニアはかつて横浜の関内にあった鉄道模型メーカーである。
1950年、3月、趣味で模型を製作していた須田によって創業された。当初は進駐軍を相手に鉄道模型を販売していた。それらはトビーに購入され進駐軍のPXで販売された。設立当初から輸出志向の会社だった。トビーの主要な下請けになっただけでなく他社の仕事も引き受けた。トビーは当時マックス・グレイと取引していた。1956年から直接マックス・グレイと取引した。
規模は大きくは無かったが、主にアメリカに輸出され、マックス・グレイのブランドで販売された製品は現地の愛好家に高く評価された。現在でも時折オークション等で見ることがある。
1990年に廃業して横須賀に引っ越した時に当時の資料は失われたとされる。